# 唐·亨利
唐納德·休·亨利（英語：Donald Hugh Henley，1947年7月22日— ），暱稱唐·亨利（Don Henley），生於美國德克薩斯州吉爾默(Gilmer)，是老鷹合唱團的主唱和鼓手及創始團員之一。在老鷹合唱團解散後，繼續以獨唱歌手身份發行專輯。

## 生平
唐·亨利出生於德克薩斯州的吉爾默， 在德州東北部小鎮林登長大，1967年至1969年間，就讀北德克薩斯州大學(North Texas State University，今北德克薩斯大學)，主修英語文學。
1971年，和格倫·弗雷共同組成老鷹樂團。

## 外部連結
- 官方网站
- 唐·亨利在互联网电影资料库（IMDb）上的資料（英文）
- Walden Woods Project （页面存档备份，存于） website
- Caddo Lake Institute
- Recording Artists' Coalition （页面存档备份，存于） website